# Relacions entre Cap Verd i Guinea Bissau
Les relacions entre Cap Verd i Guinea Bissau fa referència a les relacions bilaterals entre la República de Cap Verd i la República de Guinea Bissau. Cap Verd és un país insular a uns 900 quilòmetres al nord-oest de Guinea Bissau, a la costa d'Àfrica Occidental. Tots dos eren colònies de l'Imperi Portuguès i plegats van fer campanya per la independència amb un pla per a la unificació, però ambdós països se separen després de 1980.

## Història colonial
L'àrea continental sota el domini portuguès que ara conté Guinea Bissau va ser originalment anomenada "Guiné de Cabo Verde". Cap Verd va ser el lloc de trànsit en el comerç d'esclaus de Guinea Bissau cap a les Amèriques. La província ultramarina de Cap Verd subministrava molts oficials colonials a la Guinea portuguesa continental, més tard Guinea Bissau, fins al punt que constituïen les tres quartes parts de l'administració pública.

### Independència
Cap Verd i Guinea-Bissau lluitaren plegats per la independència de Portugal, dirigits principalment pel marxista Partit Africà per la Independència de Guinea i Cap Verd d'Amílcar Cabral a partir de 1956. Cap Verd proporcionà la burgesia que va dirigir el moviment anticolonial a la Guinea portuguesa. Una ideologia d'unitat va ser clau per a la teoria de l'alliberament africà de Cabral, qui era capverdià de Guinea Bissau, encara que la crida a la unitat va ser en part una tàctica per evitar que Guinea Bissau s'independitzés sense Cap Verd, que tenia lligams estrets amb Portugal.
El PAIGC va lluitar en la guerra d'independència de Guinea Bissau (part de la guerra colonial portuguesa), i declarà la independència en 1973, que fou àmpliament reconeguda en setembre de 1974. Cap Verd es va unir a Guinea Bissau en la independència de Portugal quan es va negociar la independència pacíficament el 5 de juliol de 1975, després de la revolució dels clavells a Portugal d'abril de 1974, i Aristides Pereira del PAIGC esdevingué president. La intenció era l'unificació, com establien les constitucions d'ambdós països. El PAIGC les veia com a "repúbliques germanes" amb "dos cossos en un sol cor", i els països compartien la mateixa bandera i himne.
Tanmateix les elits de Cap Verd es van oposar a la unificació, hi va haver diferències constitucionals i legals, i el comerç entre ells era petit. El 14 de novembre de 1980 un cop dirigit per João Bernardo Vieira contra els mestiços "forasters" va enderrocar el govern de Luís Cabral (mig germà d'Amílcar) a Guinea Bissau, el que portà la separació de Cap Verd sota Pedro Pires el 20 de gener de 1980 sota el govern del nou Partit Africà per la Independència de Cap Verd (PAICV).

## Dècada del 1980-Dècada del 2000
Des de 1980 els països han estat menys involucrats, Cap Verd ha assolit nivells relativament estables i s'ha desenvolupat, i ha adoptat de forma pacífica la democràcia multipartidista, mentre que Guinea Bissau ha experimentat la manca de desenvolupament i períodes de violència. Cap Verd servei ha deixat de banda el marxiste i ha establert relacions amb els països occidentals, a causa de la dependència de les importacions d'aliments després de la sequera, mentre que Guinea Bissau era, igual que altres estats africans "no alineats", més proper de la Unió Soviètica. El juny de 1982 es van restablir les relacions diplomàtiques després de la trobada d'ambdós presidents, i el juliol de 1983 l'ambaixador de Cap Verd fou rebut per Guinea Bissau.
Després que es va introduir a Cap Verd la democràcia multipartidista el 1990, el victoriós Moviment per la Democràcia va canviar la bandera i l'himne nacional per diferenciar-lo del de Guinea Bissau. Ambdós foren membres fundadors de la Comunitat de Països de Llengua Portuguesa (CPLP) el 1996 i cadascun és membre de la Unió Africana i de la Comunitat Econòmica dels Estats de l'Àfrica Occidental (CEDEAO).
En 1998 una ofensiva contra els separatistes de Casamance a Guinea Bissau hi provocà una guerra civil. Aleshores Cap Verd va demanar la retirada de les tropes de Senegal i Guinea Conakry de Guinea Bissau, donant suport al president Viera. Cap Verd també es va oposar a la sol·licitud del president Vieira a la CEDEAO Viera perquè hi enviés forces de pau. Cap Verd va aplegar refugiats de Guinea Bissau i va ajudar a negociar la pau com a part de la CPLP, amb el ministre d'afers estrangers de Cap Verd José Luís de Jesus dirigint els debats en un vaixell de guerra portuguès que van conduir a l'acord d'alto el foc. El president de Cap Verd, Peres, també va intervenir durant la violenta campanya electoral de 2005 a Guinea Bissau, i durant l'assassinat del president de Guinea Bissau, Joao Bernardo Viera, en 2009.

## Relacions recents
Les relacions han millorat des de l'elecció de Malam Bacai Sanhá a Guinea Bissau en 2009. Guinea Bissau té un Consolat General a Rua da Ilha de Santa Luzia a Praia, Cap Verd, obert l'octubre de 2011, encapçalat per Cândido Barbosa. Era planejat des de 1992.
La connexió aèria entre els països opera a través de TACV, que havia estat suspesa després del cop a Guinea Bissau l'abril de 2012, i que va ser restaurada el juny de 2015 durant la visita del Primer Ministre de Cap Verd José Maria Neves a Bissau per trobar-se amb Domingos Simões Pereira i discutir les relacions econòmiques i comercials. Neves havia visitat Guinea-Bissau per última vegada el 2011. Ambdós països van signar un acord per evitar la doble imposició aquell setembre.

## Relacions culturals
Cap Verd i Guinea Bissau comparteixen el portuguès com a llengua oficial, i llurs criolls portuguesos respectius, molt semblants, com a llengües reconegudes. Els capverdians de Guinea-Bissau han format l' Associaçao dos Filhos e Descendentes de Cabo Verde, i els guineabissauencs de Cap Verd, que són uns 8.000 o 9.000, han format l' Associaçao dos Guineeneses Residentes em Cabo Verde. Malgrat que comparteixen llengua i cultura, els immigrants de Guinea Bissau sovint són tractats de a "manjacs", un terme pejoratiu usat a les illes per als originaris del continent africà, i la legalització dels guineabissauencs a Cap Verd es fa esperar.